# Хайко Джепкін
Ха́йко Дже́пкін (вірм. Հայկո Ջեպկին, тур. Hayko Cepkin, нар. 11 березня 1978 року в Стамбулі) — турецький рок-музикант, композитор, клавішник і актор вірменського походження. Відомий своїми переходами від важкої музики до ніжних мелодій.

## Життєпис
Народився 1978 року у вірменській християнській родині. Після закінчення вірменської середньої школи «Гетронаган», Хайко навчався музиці в коледжі протягом двох років, а також брав уроки сольфеджіо та гармонії. Провчившись у коледжі ще рік, Хайко став виступати з турецькими виконавцями: Огюном Санлисоєм, Айлін Аслим, Кораєм Джандемиром (Kargo), Деміром Демірканом. Набувши слави композитора, Хайко брав участь у записах альбомів перелічених виконавців.
2005 року Хайко створив гурт, назвавши його своїм ім'ям. Гурт складався з 4-х осіб: Умут Тюре (гітара), Онур Шенгюль (бас-гітара), Мурат Джем Ергюл (ударні) і Хайко як вокаліст.
Цього ж року випущено перший диск. Багато пісень, які увійшли в альбом, «Sakin Olmam Lazım», Хайко писав протягом життя. В альбом увійшли пісні від традиційних турецьких і до важкого року. Кілька пісень випущено як сингли: «Yarası Saklı» (Приховання рани), «Görmüyorsun» (Ти не бачиш), «Fırtınam» (Моя буря), «Son Kez» (Останній раз) і «Zaman Geçti» (Час пішов). Гурт запам'ятався особливим стилем і словами пісень.
У червні 2007 року випущено 2-й альбом — «Tanışma Bitti». Популярними стали пісні «Melekler» (Ангели) і «Yalnız Kalsın» (Нехай залишиться один). Потім був виступ на щорічному турецькому рок-фестивалі «Rock'n Coke», записи з якого продаються по всій країні.
У березні 2010 Хайко випустив третій альбом «Sandık», за кілька днів до випуску альбому знято кліп на пісню «Yol Gözümü Dağlıyor» (Дорога пече мої очі), потім на пісні «Doymadınız» (Не задоволена) та «Balık Olsaydım» (Якби я був рибою) також знято кліпи. Потім гурт вирушив у турне Німеччиною.
13 листопада 2012 року відбувся реліз четвертого альбому «Aşkın Izdırabını…»
29 січня 2016 року вийшов п'ятий альбом Джепкіна «Beni Büyüten Şarkılar (Vol. 1)». Він складається з каверів Хайко на пісні музикантів, що вплинули на нього в юності.
Цікаві факти
Джепкін — відданий уболівальник стамбульського футбольного клубу «Бешикташ».

## Склад гурт
- Хайко Джепкін — вокал, клавішні
- Седат Оузсой (Sedat Oğuzsoy) — бас-гітара
- Мурат Джем Ергюл (Murat Cem Ergül) — ударні

Колишні учасники
- Умут Тюре[tr] — гітара
- Онур Шенгюль (Onur Şengül) — бас-гітара
- Пойраз Кіліч (Poyraz Kılıç) — бас-гітара

- Озгюр Озкан (Özgür Özkan) — електрогітара

## Дискографія
- 2005: «Sakin Olmam Lazım»
- 2007: «Tanışma Bitti»
- 2010: «Sandık»
- 2012: «Aşkın ızdırabını...»
- 2016: «Beni Büyüten Şarkılar (Vol. 1)»
- 2020: Karantina Günlüğü (з Burak Malçok)

## Фільмографія
- 2005: «Balans ve Manevra» (тур. Баланс та маневр, у ролі гітариста)
- 2008: «Çocuk» (тур. Ребенок, в ролі Ісфендіяра)
- 2009 — İstenmeyen Tüyler
- 2009 — 1 Erkek 1 Kadın
- 2012: «Acayip Hikayeler»